# Ізогональність
Ізогональність (рос. изогональный, англ. isogonal, нім. isogonal, gleichwinklig — (від ізо… і грецьк. gonía — кут) — рівнокутність (з рівними кутами).
Приклади:
- Рівнокутні кристали мінералів.
- Ізогональні траєкторії — лінії, що перетинаються під одним і тим же кутом. Зокрема, якщо цей кут прямий, то ізогональні траєкторії називають ортогональними.